# القضية 68 (فلم)
القضية 68 هو فيلم مصري عرض عام 1968، بطولة حسن يوسف وميرفت أمين، ومن إخراج صلاح أبو سيف.

## قصة الفيلم
يكون سكان الحارة من بينهم لجنة لخدمة أهالي الحي الذي يعيشون فيه يرأسها السيد منجد عبد السلام صاحب منزل في الحارة، هو رجل طيب القلب يرى أن حل المشكلات يجب أن يكون بالمصالحة، بينما يرى أحد أعضاء اللجنة المحامي حنفي أن يكون المرجع هو القانون لأن للقانون احترامه وقدسيته ويعارض الرأي عادل طالب الطب الذي يرى أن القانون يجب تغييره جذريًا وتتفق معه في الرأى نبيلة زميلته في الحي وتصبح بينهما قصة حب، تتدخل بينهما الست سنية الخاطبة التي تجري وراء الرجال الأثرياء كبار السن كي تزوجهم من الفتيات الصغيرات طمعًا في المال، يتصدع المنزل في الحارة، لذا يحاول الانتهازيون داخل اللجنة أن يصلحوه بينما يزداد الشرخ في جدار المنزل ويسقط فعلاً ويموت الانتهازيون أسفل أنقاضه.

## طاقم التمثيل
- حسن يوسف: (دكتور عبده مسعود)
- ميرفت أمين: (نبيلة ثابت عاشور)
- صلاح منصور: (منجد عبد السلام - صاحب المنزل)
- عقيلة راتب: (سنية - الخاطبة)
- محمد رضا: (منصور الطنطاوي - العربجي)
- محمود ياسين: (حسنين - عضو اللجنة)
- نعيمة وصفي: (حفيظة السيد - والدة نبيلة)
- حسن مصطفى: (حنفي حنفي - المحامي)
- أحمد شكري: (ثابت عاشور - موظف سابق)
- إبراهيم سعفان: (فكري - المدرس)
- نعيمة الصغير: (والدة الدكتور عبده)
- إبراهيم فتيحة: (الأرناؤوطي بيه)
- محمد شوقي: (المعلم سعدون - المقاول الفاسد)
- أحمد أباظة: (فرج أفندي - التمرجي)
- حسن شفيق: (سائق الأرناؤوطي بيه)
- حسام صالح: (القاضي)
- رضوان حافظ
- سيف الله مختار: (العرضحالجي)
- نعمات سامي: (علية - زوجة فرج)
- إبراهيم قدري: (وكيل محامي بالمحكمة)
- محمود العراقي: (ممثل النيابة)
- عزت عبد الجواد: (عضو اللجنة)
- مطاوع عويس: (القهوجي)
- طوسون معتمد: (من أهل الحي)
- عبد القادر حسين: (من أهل الحي)
- حللي محمد: (من أهل الحي)

## فريق العمل
- إخراج: صلاح أبو سيف
- قصة: لطفي الخولي
- سيناريو: صلاح أبو سيف، وفية خيري،
- حوار: لطفي الخولي، صلاح أبو سيف، وفية خيري، علي عيسى
- مدير التصوير: عبد الحليم نصر
- مونتاج: حسين عفيفي
- موسيقى تصويرية: فؤاد الظاهري
- إنتاج: المؤسسة المصرية العامة للسينما (رمسيس نجيب)
- توزيع: المؤسسة المصرية العامة للسينما